# Liste der Geotope im Landkreis Grafschaft Bentheim
Die Liste der Geotope im Landkreis Grafschaft Bentheim nennt die Geotope im Landkreis Grafschaft Bentheim in Niedersachsen.
| Geotop-Nr. | Bezeichnung                                                                          | Ort                             | Bemerkung | Koordinaten                    | Bild           |
| ---------- | ------------------------------------------------------------------------------------ | ------------------------------- | --- | ------------------------------ | -------------- |
| 3407/01    | Dünen aus Flugsand und Torfstaub (mit Sandgrube)                                     | 4,5 km N Veldhausen             | Geotoptyp: geologische Schichtfolgen. Länge 40 m, Breite 20 m, Höhe 6 m. Stratigraphie: Quartär-Jungholozän.                 | 52° 33′ 3,6″ N, 6° 59′ 52,8″ O |                |
| 3608/01    | Geologisches Freilichtmuseum in einem auflässigen Steinbruch im Bentheimer Sandstein | an der Straße Gildehaus-Romberg | Geotoptyp: geologischer Aufschluss 1,6 Sedimentstrukturen. Länge 50 m, Breite 50 m. Stratigraphie: Unterkreide, Valanginium. | 52° 18′ 10,8″ N, 7° 6′ 0″ O    | weitere Bilder |